# アルナ・シャンバグ
アルナ・シャンバグ（英語: Aruna Shanbaug, 1948年7月1日 – 2015年5月18日）は、インドの看護師である。

## 概要
ムンバイのキング・エドワード記念病院 (KEM Hospital)に勤務していた1973年に性犯罪の被害を受け、2015年に死去するまで植物状態にあった。
植物状態に陥ってから37年後の2011年、安楽死に関するインドの議論の中において注目を集めたことでも知られる。

## 被害
アルナ・シャンバグは1948年7月1日に、インドのカルナータカ州で誕生した。キング・エドワード記念病院において看護師として働き、同病院の医師と婚約していた。
1973年11月27日の夜、24歳であった彼女は病院の地下室で更衣を行っていたところ、同病院の契約清掃員であったソハンラル・バルタ・ウォルミキ（Sohanlal Bhartha Walmiki）に性的暴行を受けた。ウォルミキは彼女の首を鎖を用いて強く絞め、彼女の頸動脈が遮断されたことにより、脳への血液供給がなされなくなった。この結果脳挫傷、頸髄損傷、皮質盲などに至った。彼女は翌朝の朝7時45分に別の清掃員によって発見された。

### 加害者
加害者のウォルミキは暴行と強盗の容疑によって逮捕された。裁判の結果懲役7年の刑に処せられた。強姦や痴漢、不自然な性行為といった罪状では有罪判決を受けなかった。ウォルミキは1980年に刑期を満了し釈放された。
ジャーナリストであり人権活動家でもあるピンキ・ビラニは彼の追跡を試みたものの、キング・エドワード記念病院、ウォルミキが収監された刑務所、裁判を行った裁判所全てが彼の写真を保有していなかったため失敗した。また彼はエイズもしくは結核によって釈放後に死去したという噂も存在した。
しかし、シャンバグの死後すぐの2015年5月29日にジ・インディアン・エクスプレスは、ウォルミキが故郷の村に帰ったのちに義父の住むウッタル・プラデーシュ州のパルパ村（Parpa）で生存していることを明らかにした。ウォルミキはその地で結婚し発電所にて働いていた。ウォルミキはジ・インディアン・エクスプレスのインタビューにおいて、「カッとなって（fit of rage）」事件を起こしたが、明確な記憶がないと前置きしたうえで、強姦は行っておらず、別の誰かによって行われたと主張した。なお事件当時のウォルミキは、立ち位置が上であったシャンバグとの関係が不調であり、休暇をとることを拒否されたことによって「口論及び身体的な戦い」があったと述べていた。

### 看護師のストライキ
彼女は事件後遷延性意識障害となり、勤務していたキング・エドワード記念病院で入院治療が行われていた。ムンバイの看護師はシャンバグ及び看護師の地位向上を求めてストライキを行った。また1980年代には大ムンバイ市公団（BMC）が彼女のベッドを移動させようと二度試みたものの、KEMのスタッフによって阻止された。

## 安楽死議論
2010年12月17日、インド最高裁判所はピンキ・ビラニが提出したシャンバグの消極的安楽死許可を求める請願書を受け取り、マハーラーシュトラ州政府とムンバイの病院に対して、シャンバグの健康状態に関する報告を求めた。2011年1月24日にはインド最高裁の指示のもと、3人からなる医学的な審議会が発足し、彼女が永久的な植物状態であると判断する基準の、ほぼ全てを満たしていると結論付けた。
2011年3月7日、インド最高裁判所は消極的安楽死を合法化するガイドラインを発表した。そのガイドラインにおいて、生命維持中止決定は、両親、配偶者、その他の近親者、またはそれらがいない場合は「次の友人」（next friend）によってなされなければならないとした。これによってビラニは消極的安楽死を決定することはできなくなったが、「次の友人」としてKEMのスタッフが指名された。KEMのスタッフはシャンバグが生き続けることを望んでいたため消極的安楽死は行われなかったが、裁判所は彼らが消極的安楽死を行う許可を求めることが出来るようオプションを与えた。

## 彼女の死
死亡する数日前にシャンバグは肺炎と診断された。集中治療室に移され人工呼吸器を装着されたものの、2015年5月18日の朝に亡くなった。彼女の葬儀は42年間彼女をサポートし続けた病院のスタッフによって執り行われた。